# Harald Quandt
Pour les articles homonymes, voir Quandt.

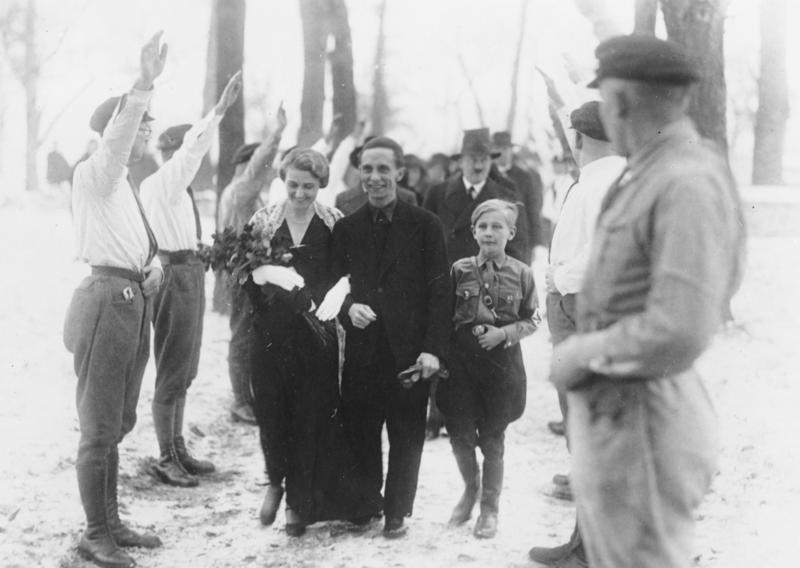
Harald à 10 ans lors de la cérémonie de remariage de sa mère Magda avec Joseph Goebbels, Adolf Hitler en arrière-plan.

Harald Quandt (né le 1er novembre 1921 à Berlin dans le quartier de Charlottenbourg et mort le 22 septembre 1967 à Coni en Italie) est un industriel ouest-allemand, fils d'un premier mariage de Magda Goebbels.

## Biographie
En 1921, sa mère, qui se nommait alors Magda Friedländer pour avoir été reconnue par son beau-père juif, Richard Friedländer (mort en déportation en 1939 à Buchenwald), épouse le riche industriel Günther Quandt. Harald naît de leur union dans le courant de la même année, à Berlin, mais ses parents divorcent en 1929.
Deux ans plus tard, alors qu'il a dix ans, Magda se remarie avec Joseph Goebbels, le futur ministre de la Propagande du Troisième Reich, dont il devient ainsi le beau-fils.
Combattant dans la Luftwaffe pendant la Seconde Guerre mondiale, Harald Quandt est fait prisonnier par les Alliés en 1944, en Italie. 
Sa mère se suicide avec Goebbels, son second mari, le 1er mai 1945 dans le Führerbunker à Berlin, après avoir empoisonné ses six enfants.
Libéré en 1947, Harald dirige et développe avec son demi-frère Herbert, né du premier mariage de son père, l'empire industriel dont ils héritent de ce dernier, mort en 1954. Il est alors l'une des plus grosses fortunes d'Allemagne de l'Ouest. L’empire industriel de la famille Quandt est principalement composé des usines d’automobiles BMW et des usines d’accumulateurs Varta.
Le 22 septembre 1967, quelques semaines avant son quarante-sixième anniversaire, Harald Quandt se tue dans l'accident de son avion privé (un Beechcraft 65-A90 King Air) à Coni, en Italie ; l'accident fait en tout six morts.

## Famille et descendance
Marié à Inge Bandekow (1928–1978), Harald Quandt a cinq filles : 
- Katarina Geller (1951) ;
- Gabriele Quandt-Langenscheidt (1952), div. dont deux fils : Leonard et Raphael ;
- Anette May-Thies (1954) ;
- Colleen-Bettina Rosenblat-Mo (1962) ;
- Patricia Halterman (1967–2005).

L'une d'entre elles se convertit au judaïsme et fonde un foyer juif,.